# چال آسیاب کول چنگر
چال آسیاب کول چنگر یک روستا در ایران است که در دهستان ماهرو واقع شده‌است.